# Rainbow (Sia)
Rainbow è un singolo della cantante australiana Sia, pubblicato il 14 settembre 2017 come brano principale della colonna sonora del film di animazione My Little Pony - Il film.

## Descrizione
Rainbow è la sesta traccia della colonna sonora di My Little Pony - Il film ed è scritta da James Vincent Notorleva, Jesse Shatkin e dalla stessa Sia. Nel film la canzone viene interpretata da Songbird Serenade, la versione pony della cantante con la quale condivide l'aspetto e, ovviamente, la voce.

## Tracce
Download digitale
Testi e musiche di Sia Furler, Jesse Shatkin e James Vincent Notorleva.
1. Sia – Rainbow – 3:17

## Video ufficiale
La canzone ha avuto due video ufficiali, uno pubblicato dalla stessa cantante e un altro da Hasbro. Il primo video è stato pubblicato il 19 settembre. Questo è stato diretto da Daniel Askill con la partecipazione di Maddie Ziegler, mentre la coreografia è di Ryan Heffington. Il video alterna scene in cui si vede Maddie Ziegler (che indossa una parrucca come quella del pony) danzare su un palcoscenico ricoperto da un sottile strato d'acqua, a scene tratte dal concerto di Songbird Serenade. Il secondo video è una versione con testo che alterna spezzoni tratti dal film.

## Formazione
- Jesse Shatkin – registrazione e missaggio
- Samuel Dent – assistente tecnico

## Accoglienza
Il brano è stato accolto molto positivamente sia dai fan dello show che dalla critica. Bryan Rolli di Billboard ha definito la canzone come "un elevamento spirituale che porta felicità e speranza". Egli ha affermato "La Pop star australiana abbandona le acrobazie vocali di successi del passato come ad esempio Chandelier per lasciar spazio a un Hook e a un ritmo ipnotico, non intaccando la forza tipica dei suoi brani. Cantando Riesco a vedere un arcobaleno nelle tue lacrime mentre esce il sole, riesce a mantenere lo spirito ottimistico delle sue canzoni migliori". Hilary Hughes di MTV ha affermato: "Rainbow ha tutte le caratteristiche per essere un brano stellare: significato importante, un ritmo incalzante e una melodia accattivante".